# Импорт-экспорт
«Импорт-экспорт» (нем. Import Export) — фильм австрийского режиссёра Ульриха Зайдля, 2007 года. Картина была номинирована на Золотую пальмовую ветвь Каннского кинофестиваля 2007 года. «Импорт-экспорт» завоевал гран-при Ереванского международного кинофестиваля — золотой абрикос. Это был единственный австрийский фильм, номинированный на Европейский киноприз 2007 года. Съёмки проходили в Вене, Украине, Румынии, Чехии и Словакии с 2005-го по май 2007 года на 16 мм и 35 мм плёнку.
Фильм параллельно раскрывает две сюжетных линии: одну — украинской медсестры, которая в поисках лучшей жизни отправляется работать в Австрию; вторую — безработного бывшего охранника из Австрии, отправившегося на Восток по той же причине, и в конце концов оказавшегося на Украине.

## Сюжет
Как в Австрии, так и на Украине холодная, снежная зима, хмурые и холодные люди. Так это выглядит с первого взгляда, и похоже, что в абсолютно разных регионах жизнь не так и сильно отличается. Украинская медсестра и мать-одиночка Ольга живёт в захолустном городке, где регулярно недоплачивают зарплату. Подруга предлагает ей подработать в сфере виртуального секса с иностранцами через веб-камеру, и Ольга, преодолевая отвращение, соглашается было, но тут получает приглашение от другой подруги, ранее переехавшей в Австрию. Не раздумывая ни минуты, она прощается с ребёнком, который остаётся на попечении её матери, и приезжает туда, где устраивается уборщицей, однако почти тут же теряет работу. Затем её берут работать на виллу, но сын хозяйки обвиняет её в краже, и её снова увольняют. Затем она попадает в больницу для престарелых, где свои проблемы — её откровенно ревнует медсестра (во-первых, из-за того, что более низкая по статуса уборщица лучше умеет обращаться с больными и пользуется среди них уважением, во-вторых — из-за того, что она пользуется вниманием у коренных австрийцев, далеко не только пожилых). С виду хрупкая Ольга, однако, имеет сильный характер.
Тем временем, у молодого безработного из Вены Пауля жизнь ненамного лучше. Оказавшись один на один с бандой и потеряв форму, Пауль теряет привычную работу охранника, и не в состоянии погасить растущие долги перед друзьями, знакомыми и даже отчимом. Последний (голос которого зритель уже слышал в эпизодах виртуального секса с украинками) предлагает ему отправиться на заработки на Украину, где всё ещё есть покупатели на устаревшие игровые автоматы. Таким образом, Пауль может не только заработать немного денег, но и на какое-то время укрыться от кредиторов. По дороге он едва вырывается из рук цыган, переживает сексуальное приключение в отеле «Интурист», а в конце концов убегает от отчима и автостопом едет дальше по Украине в поисках работы.

## Замысел и съёмки
Ульрих Зайдль планировал снять трилогию о путешествиях: первый фильм - о сексуальном туризме, второй - о массовом, третий - об альпийском.
«Экспорт-импорт» — первый в трилогии. Картину снимали три года; за это время Зайдль объездил Восточную Европу, посетив Болгарию, Словению, Румынию и Украину, отбирая натурные съёмки и уточняя свой замысел. Больше всего его поразила Восточная Украина (Донбасс), где он увидел следы запустения и распад во многом всё ещё советского быта.
В рекламных целях компания «Артхаузтраффик» опубликовала отрывки из дневника Клауса Придинга, который был ассистентом режиссёра и продюсера Ульриха Зайдля. Тот описывал, как они снимали в ужгородской гостинице «Закарпатье» и были «зажаты между украинскими хулиганами и коррумпированными полукриминальными охранниками (…), а люди оскорбляли нас и угрожали нам. Однажды нам пришлось вызвать полицию, которая тут же стала вымогать деньги за то, что избавит нас от терроризировавших нас пьяных хулиганов».
Также Придинг вспоминал «донецкую мафию», которая давала им разрешение на съёмки на Енакиевском металлургическом заводе: «После бурной дискуссии с одним из местных её (донецкой мафии) боссов, сопровождавшейся щедрыми возлияниями, тяжело отразившимися на моём здоровье, нам удалось получить разрешение». Однако в конце концов Зайдль вообще решил отказаться от натурных съёмок, и мафиозному боссу пришлось вручать бутылку дорогого бренди, чтобы тот оставил их в покое.

## В ролях
- Екатерина Рак — Ольга (медсестра на Украине, уборщица в Австрии)
- Пауль Хофманн — Паули, безработный охранник
- Михаэль Томас — Михаэль, отчим Паули
- Наталия Баранова — украинская подруга Ольги
- Наталия Епуранеу — венская подруга Ольги
- Мария Хофштеттер — медсестра Мария
- Георг Фридрих — медбрат Анди
- Эрих  Финхес — Эрих Шлагер

## Критика
Фильм вызвал бурное обсуждение. В частности, австрийцам, у которых Ульрих Зайдль и раньше вызывал раздражение слишком откровенной демонстрацией обратной стороны общественной жизни страны, в большинстве фильм не понравился.
Конструктивная критика расходится в противоположных направлениях. Одни говорят, что фильм затянутый и слишком пошлый, слишком жестокий. Другие обращают внимание на реализм и почти документальную точность всего изображённого (тем более, что Ульрих Зайдль раньше снимал документальное кино), как, например, сцена, где мать Ольги кладёт в печь огнеупорный кирпич, чтобы нагреть квартиру в 30-градусный мороз, или ужасающие виды домов, в которых живут словацкие цыгане, доведшие их до почти негодного состояния. Почти все участники фильма не являются профессиональными киноактёрами.
Тобиас Книбе из «Зюддойче цайтунг» писал: «Этот фильм — „серьёзная работа“. „Импорт-экспорт“ — фильм, демонстрирующий снежные бури на Украине, или забюрократизированные больницы Австрии, или низменность героев, но всё это придаёт фильму силу, которая в ином случае, очевидно, не проявляется». Этот фильм был одним из наилучших в конкурсе на Золотую пальмовую ветвь.
Фильм не обошла вниманием и украинская пресса.
Денис Иванов, директор компании «Артхауз Трафик», сказал: «Фильм и вправду экстремальный. Он экстремальный, с одной стороны, для украинского зрителя, поскольку содержит украинскую тему. А с другой стороны, больница для престарелых — это метафора жизни европейцев, где за всеми присматривают, всем хорошо, но это дом для стариков, из которого практически ушло всё живое». … Фильм содержит немало украинских панорам. Особенно режиссёру пришёлся по душе Донбасс — с хмурыми заводами, обшарпанными многоэтажками и барами. «Импорт-экспорт» — фильм жестокий, со множеством пикантных сцен и без хэппи-энда. Таков режиссёрский замысел — зритель должен испытывать дискомфорт, чтобы задуматься.